# 伯努瓦·科斯蒂尔
伯努瓦·科斯迪爾（英語：Benoît Costil；1987年7月3日—）是一位法國足球運動員，在場上的位置是守門員。他曾代表法国国家足球队參賽，此前為法國U21國家足球隊員。

## 國家隊生涯
2020年9月，史蒂夫·曼丹達2019冠状病毒病呈現陽性，他在歐洲國家聯賽的國家隊席位由科斯迪爾替代。

## 榮譽

### 國家隊
法國
- 歐洲足協國家聯賽冠軍：2020–21賽季[3]

## 外部連結
- Soccerway資料庫：伯努瓦·科斯蒂尔